# Азербайджан на зимових Олімпійських іграх 2006
Азербайджан брав участь у Зимових Олімпійських іграх 2006 року у Турині (Італія) втретє за свою історію, не завоювавши жодної медалі. Країну представляли 2 спортсменів у 1 виді спорту.

## Фігурне катання
| Спортсмен                    | Дисципліна | ОБТ   | ОБТ   | ОРТ   | ОРТ   | ДТ    | ДТ    | Всього | Всього           |
| Спортсмен                    | Дисципліна | Бали  | Місце | Бали  | Місце | Бали  | Місце | Бали   | Підсумкове місце |
| ---------------------------- | ---------- | ----- | ----- | ----- | ----- | ----- | ----- | ------ | ---------------- |
| Крістін Фрейзер Ігор Луканин | Танці      | 27.27 | 20    | 43.83 | 19    | 77.14 | 17    | 148.24 | 19               |

Примітка: ОБТ — обов'язковий танець, ОРТ — оригінальний танець, ДТ — довільний танець